# Inopeplus biguttatus
Inopeplus biguttatus es una especie de coleóptero de la familia Salpingidae.

## Distribución geográfica
Habita en Java (Indonesia).